# Cá bống tro
Cá bống tro, tên khoa học Acentrogobius caninus, là một loài cá bống trong họ Gobiidae. Chúng được Achille Valenciennes mô tả lần đầu vào năm 1837.